# Asociación Nacional Ornitológica de Cuba
La Asociación Nacional Ornitológica de Cuba es una organización social de Cuba que agrupa a los aficionados a la cría de aves en cautiverio. Tiene más de 10 000 miembros en todo el país y la delegación de Ciudad de La Habana, la de mayor membresía, alcanza a 2000 personas.
Sus asociados crían en Cuba más de 30 especies de aves en cautiverio, la mayoría de las cuales pertenecen a familias de los órdenes Passeriformes (como los canarios), Psittaciformes (como los periquitos) y Columbiformes (como las palomas). La asociación lucha por crear conciencia en las personas para que no asuman la cría de estas aves con un fin puramente ornamental o comercial, sino como un medio para mantener las especies, y que cuando las especies silvestres se mantengan apresadas se les propicie la supervivencia y reproducción, y que se obtenga un máximo de conocimientos sobre sus hábitos. La asociación promueve sólo la cría de aves que puedan ser reproducidas en condiciones artificiales. Sin embargo, algunos de sus miembros mantienen aves silvestres cuya captura y cautiverio están prohibidos. A pesar de estas infracciones, algunas experiencias en la reproducción en jaulas de especies amenazadas como la cotorra y el catey resultan interesantes. 
La asociación vende al público aves no autóctonas para su autofinanciamiento. Suministra a sus afiliados alimentos compuestos de semillas como alpiste, millo, panizo y girasol. Cuenta en La Habana con una clínica ornitológica con veterinarios como el doctor Carlos Soto y técnicos especializados para la atención de las aves de las personas que acuden a ella. Allí pueden hacerse análisis de laboratorio u operaciones y las aves pueden permanecer ingresadas. 
La asociación tiene filiales o delegaciones provinciales, y se promueven comisiones científicas municipales y círculos de interés para la educación ambiental en niños, para la difusión en ellos del amor a las aves y su familiarización con los métodos de cría. 
La asociación realiza Eventos Científicos Provinciales donde veterinarios, científicos y criadores exponen sus investigaciones sobre las aves en cautiverio. Estos profesionales y no profesionales, con experiencia de años en la cría de aves, muestran sus resultados y descubrimientos sobre parásitos y enfermedades, mejoramiento genético y procedimientos de cría de aves.
En el caso de las aves autóctonas estos resultados son muy interesantes para la conservación de las aves en peligro de extinción, al mejorar su conocimiento y permitir su reproducción, lo que podría resultar en su incremento en la naturaleza y en cautiverio. Ejemplo de esto son los éxitos del camagüeyano Leonardo Pareta y del cienfueguero Osmany Santos en la cría en cautiverio del catey, psitácida en peligro de extinción por la reducción de su hábitat, por desastres naturales y la colecta ilegal para el comercio de aves. Trabajos como el de estos aficionados expertos han contribuido con datos interesantes para las investigaciones que se realizan en instituciones como el Criadero de aves de la Ciénaga de Zapata, la Empresa Nacional para la Protección de la Flora y la Fauna o el Instituto de Ecología y Sistemática.
El presidente nacional de la asociación en 2007 es Donato García.

## Lista de especies criadas en cautiverio en Cuba
(lista incompleta)
Especies foráneas
- Serinus canaria canario
- Lonchura malacca capuchino tricolor o monja tricolor
- Lonchura punctulata gorrión canela
- Melopsittacus undulatus periquito de Australia
- Nymphicus hollandicus cacatillo
- Agapornis roseicollis rosacolis
- Agapornis personata personata
- Pavo cristatus pavo real
- Columba livia paloma doméstica
- Streptopelia decaocto tórtola de collar

Especies autóctonas
- Amazona leucocephala cotorra
- Aratinga euops catey